# Юстиция (Арагон)
Юсти́ция (исп. Justicia Mayor de Aragon — IPA [xus'tisja]) — арагонское учреждение, ограничивавшее власть короля в судебном отношении и представлявшее важную гарантию личной свободы и прав собственности арагонского дворянства.
Это учреждение, отчасти сходное со спартанскими эфорами и римскими трибунами, получило громадное значение в XIV в., после того как дворянство было лишено права вооружённого сопротивления незаконным действиям королевской власти (по «Привилегиям унии»). Взамен этого арагонское дворянство получило более легальную гарантию своих прав в институте Justicia Mayor, который, по странному противоречию, назначался, а до 1441 г. и отрешался от должности королём.
С 1441 г. Justicia становится пожизненным и несменяемым магистратом. По закону, изданному кортесами в 1265 г., Justicia Mayor всегда назначался из низшего дворянства, а не высшей аристократии; притом в течение 150 лет (с середины XV в.) это звание постоянно находилось в руках одной и той же фамилии Ланус, что придавало институту Justicia Mayor (Верховного судьи) особенную силу и устойчивость.

## Состав трибунала Юстиции
Justicia Mayor, 5 помощников или лейтенантов (докторов права), пожизненно назначаемых королём из представляемых кортесами 16 кандидатов; сверх того, в распоряжении юстиции состояла обширная канцелярия. При нём постоянно находилось 8 приставов для немедленного приведения приговора в исполнение; двое из них всегда шли впереди юстиции с сухими ветвями в руках (подобно римским ликторам). Justicia Mayor являлся высшим истолкователем и охранителем арагонских вольностей (фуэросов): он вмешивался в судопроизводство королевских судов, когда замечал их отклонение от фуэросов, имел самостоятельную гражданскую и уголовную юрисдикцию во многих случаях, особенно в столкновениях между королём и знатью. Своим veto он мог даже отменять королевские приказы, контролировать и смещать министров. Главными средствами вмешательства Ю. были: 1) так называемая фирма (firma del derecho, juris firma) и 2) манифестация. «Фирма» заключалась в праве верховного судьи приостанавливать и переносить по требованию одной из заинтересованных сторон дело, начавшееся в одном из королевских судов, непосредственно на своё рассмотрение. Манифестацией называлось право верховного судьи держать у себя под арестом лиц, преследуемых административной властью, чтобы избавить их от насилия её агентов, пока дело не будет расследовано компетентным трибуналом и не будет обеспечено точное исполнение его приговора. «Сила этого института была так велика, что могла спасти человека, на шее которого была уже верёвка» (Бланкас). С его властью и авторитетом приходилось считаться и бороться даже такому могущественному королю Испании, как Филипп II. Чтобы предотвратить злоупотребления властью, Ю. был сделан (в 1390 г.) ответственным перед 4 инквизиторами, избиравшимися всеми 4 чинами Арагонского королевства. Только перед кортесами мог быть обвинен Ю. в незаконных действиях, и только они, выслушав его оправдания, могли произнести над ним приговор. Помощники верховного судьи также подлежали контролю и суду кортесов. Институт Ю. просуществовал почти до конца царствования Филиппа II. Встретив со стороны Ю. упорное сопротивление своему произволу в деле Антонио Переса, приведшее к отчаянному восстанию народа в Арагонии, Филипп II, подавив восстание в потоках крови, приказал доблестного Ю. (дона Хуана де Лунаса) всенародно казнить на площади в Сарагосе (20 декабря 1591 г.). Вслед за тем на кортесах 1592 г., бывших слепым орудием в руках Филиппа II, верховный судья и его помощники были низведены на степень обыкновенных чиновников, вполне подчинённых королю.